# Кожевники (Ивановская область)
Кожевники — деревня в Родниковском районе Ивановской области России. Входит в состав Филисовского сельского поселения.

## География
Находится в центральной части Ивановской области на расстоянии приблизительно 4 километров на юго-запад по прямой от районного центра города Родники.

## История
Деревня уже появилась на карте 1840 года. В 1872 году здесь (тогда деревня Нерехтского уезда Костромской губернии) был учтён 31 двор, в 1907 году — 44. 

## Население
Постоянное население составляло 175 человек (1872 год), 153 (1897), 220 (1907), 4 в 2002 году (русские 100 %), 0 в 2010.